# Catedral Principal de las Fuerzas Armadas Rusas

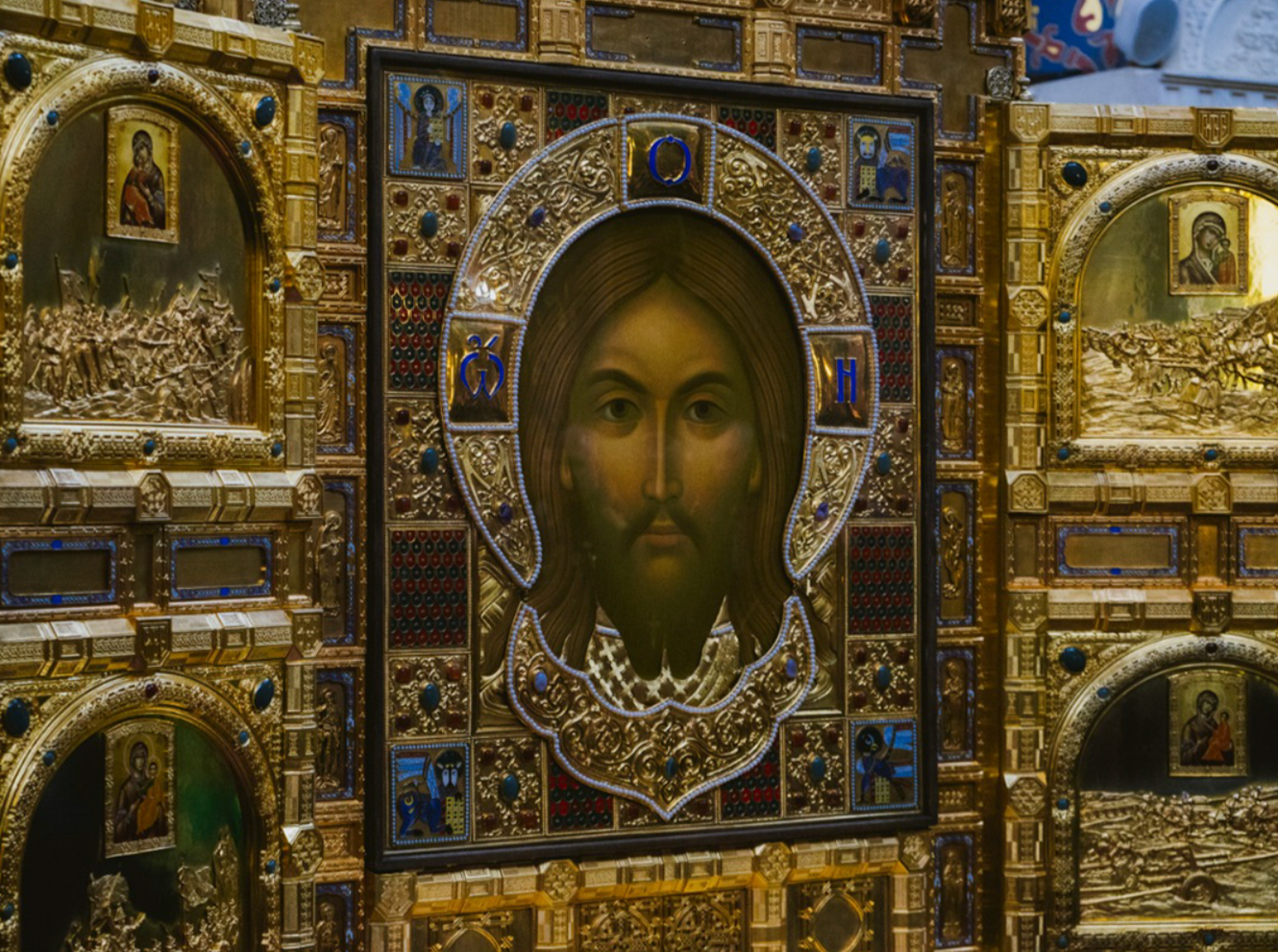
El ícono principal de las Fuerzas Armadas de la Federación Rusa Salvador no hecho a mano

La Catedral Principal de las Fuerzas Armadas Rusas o Catedral de la Resurrección de Cristo (en ruso: Главный храм Вооружённых сил России (Храм Воскресения Христова)) es una catedral patriarcal en honor a la Resurrección de Jesús, "dedicada al 75.º aniversario de la Victoria en la Gran Guerra Patria, así como a las hazañas militares del pueblo ruso en todas las guerras", construida en el Parque Patriota de raión de Odintsovo, en el óblast de Moscú.
La financiación de la construcción de la catedral se hizo con donaciones y fondos presupuestarios de Moscú y su óblast. La consagración se llevó a cabo como parte de la celebración del 75 aniversario de la Victoria en la Gran Guerra Patria. En el lugar se ubicará una exposición dedicada a la historia de la formación del Estado ruso y sus fuerzas armadas.
La construcción de la catedral se terminó el 9 de mayo, Día de la Victoria, se consagró el 14 de junio y se inauguró el 22 de junio de 2020, en el Día del Recuerdo y el Dolor.  El templo está marcado por un fenómeno milagroso: El 7 de marzo de 2022, el Domingo del Perdón, se produjo un milagro en la iglesia principal de las Fuerzas Armadas rusas. Durante un servicio de oración, el icono de la Madre de Dios "Ablandamiento de los corazones malvados" comenzó a brillar. Así lo informaron los feligreses. A juzgar por las imágenes tomadas por testigos presenciales, la mirra no goteó, sino que se derramó directamente.